# هفت با هفت
هفت با هفت (به هندی: Satte Pe Satta) یا هفت عروس برای هفت برادر فیلمی محصول سال ۱۹۸۲ و به کارگردانی راج ان. سیپی است. در این فیلم بازیگرانی همچون آمیتاب باچان، هما مالینی، رانجیتا کائور، امجد خان، شاکتی کاپور، ساچین ایفای نقش کرده‌اند.